# Deutsche Barkeeper-Union
Die Deutsche Barkeeper-Union e. V. (kurz DBU, auch D.B.U.) ist ein 1953 in Hannover gegründeter Berufsverband für Barkeeper in Deutschland. Als Vorläufer gilt die – juristisch nicht eigenständige – Internationale Barkeeper-Union (kurz IBU), deren Tradition bis 1909 zurückreicht. Die DBU war ab 1953 Mitglied im internationalen Dachverband International Bartenders Association (IBA), verließ diesen jedoch 2018 wegen inhaltlicher Differenzen.

## Ziele und Vereinsstruktur
Die DBU fördert die Ausbildung und Vernetzung ihrer Mitglieder auf nationaler und internationaler Ebene und gewährt den Hinterbliebenen verstorbener Mitglieder eine Unterstützung im Todesfall. Unter ihren Mitgliedern richtet die DBU regelmäßig Mixwettbewerbe für Cocktails aus, darunter als Vereinsmeisterschaft die „Deutsche Cocktail-Meisterschaft“, deren Sieger als „Cocktailmeister“ gekürt werden. Darüber hinaus werden seit einigen Jahren für verdiente Mitglieder die Titel „Barkeeper des Jahres“ und „Barkeeperin des Jahres“ vergeben. Nach außen sieht sich die DBU als Interessenvertretung des Berufsstandes in der Öffentlichkeit. Sie setzt sich unter anderem für die Anerkennung des Berufsbildes Barkeeper als eigenständigem Ausbildungsberuf ein, was allerdings bisher (Stand: 2019) nicht gelang.
Die ordentliche („aktive“) Vereinsmitgliedschaft steht nur natürlichen Personen offen, die im Barfach tätig sind und das glaubhaft nachweisen. Jahrzehntelang war die Mitgliedschaft auf Männer beschränkt, Frauen werden erst seit 1984 aufgenommen. Vertreter der Spirituosenindustrie und Gastronomen können (passives) Fördermitglied werden.
Regional gliedert sich die DBU in zwölf Sektionen aus in der Regel einem oder zwei Bundesländern und unterhält eine nationale Geschäftsstelle in Lauffen am Neckar. Vereinsvorsitzender („Präsident“) ist Ulf Neuhaus, der 2012 seinen seit 1996 amtierenden Amtsvorgänger Bernhard Stöhr ablöste.
Offizielles Vereinsorgan ist die seit 1985 erscheinende Zeitschrift Drinks des Schweizer Verlags Medienbotschaft Verlag & Events GmbH, die an Mitglieder mit einer Vereinsbeilage verschickt wird.

## Deutsche Cocktail-Meisterschaft
Die Deutsche Cocktail-Meisterschaft (kurz DCM) ist ein nationaler, vereinsinterner Mixwettbewerb für Berufsbarkeeper, der einmal jährlich von der DBU ausgerichtet wird. Die Teilnehmer müssen sich zuvor auf regionalen Wettbewerben (zurzeit Nord-, West-, Süd- und Ostdeutschland, Stand: 2018) qualifiziert haben. Schirmherrin der DCM ist der Bundesverband der Deutschen Spirituosen-Industrie und -Importeure (BSI). Bis zum Austritt der DBU aus dem internationalen Dachverband IBA wurden die Sieger der DCM als Teilnehmer zur International Cocktail Competition (ICC) bzw. später der World Cocktail Competition (WCC) der IBA entsandt.
Die DCM unterliegt einem umfassenden Regelwerk. Insbesondere sind die Teilnehmer bei der Auswahl der in ihren Wettbewerbsdrinks vermixten Produkte nicht frei, sondern müssen sich „aufgrund der Interessen unserer Partner und deren Portfolio“ auf Zutaten der aktuellen Partnerunternehmen der DBU aus der Spirituosenindustrie beschränken. Lediglich bei alkoholfreien Zutaten und Cocktailbitters darf davon abgewichen werden, soweit diese sich nicht im Sortiment der Sponsoren befinden. Selbst hergestellte Zutaten sind nicht gestattet.

## Geschichte

### Internationale Barkeeper-Union
1909 gründeten fünf Barkeeper in Köln die Internationale Barkeepers-Union (IBU, auch I.B.U. abgekürzt). Vorbild war die New Yorker Bartender-Union. Die Deutschen Hans Schönfeldt, Emil Beltz und R. Toeska hatten zuvor als Barkeeper (engl. Bartender) in den Vereinigten Staaten gearbeitet; die US-Amerikaner John Leybold und Fred Wood-Bilton arbeiteten seinerzeit in Deutschland. Hans Schönfeldt und John Leybold veröffentlichten 1913 mit dem Lexikon der Getränke auch das erste in Deutschland erschienene Barbuch, das über viele Jahre als Standardwerk für den Berufsstand galt. Es enthielt neben zahlreichen Rezepten für Mixgetränke auch Fachwissen zu Arbeitstechniken und Barausstattung sowie Bezugsquellen für Barwerkzeuge. Im Buch wird die Vereinigung an mehreren Stellen, darunter einem ganzseitigen Hinweis auf die Kölner Geschäftsstelle (zugleich Sitz des Internationalen Gastronomischen Geschäftsleiter-Verbands) „Internationale Barkeepers-Union“ genannt. Die Schreibweise „Internationale Barkeeper-Union“ (ohne S) etablierte sich offenbar erst später, kommt im Buch allerdings ebenfalls vor, und zwar im Namen eines Cocktails: dem Internat. Barkeeper-Union-Cocktail von Max van As aus 3⁄4 Old Tom Gin (einer leicht gesüßten Gin-Variante) und 1⁄4 Wermut, der mit einigen Dashes Curaçao und Cherry Brandy verfeinert wurde und nicht zu verwechseln ist mit dem heute bekannten IBU-Cocktail aus Weinbrand, Apricot Brandy, Sekt und Orangensaft. Dieser soll erst 1936 anlässlich der Olympischen Sommerspiele in Deutschland kreiert worden sein.:129
Ab 1914 gab die IBU eine wöchentliche Zeitung heraus, das American Bar Journal. Sie war die erste Barkeeper-Zeitung in Europa und wurde von Köln aus auch in andere Länder verschickt. Nach einer Unterbrechung durch den Ersten Weltkrieg wurde die IBU 1918 durch den damaligen Vizesekretär A. T. Neirath (ab 1919 Vorsitzender) reaktiviert und nahm zwei Jahre später ihre Geschäfte wieder auf. Aufgrund von wirtschaftlichen Schwierigkeiten entschied man sich, sie als Unterverband in den Internationalen Genfer Verband (IGV), eine Berufsvereinigung für alle Hotel- und Gaststättenangestellten, einzugliedern. In der Folge gründeten sich Barkeeper-Sektionen in Berlin, Hamburg, Köln, Düsseldorf, Frankfurt, Dresden und München. In den 1920er Jahren erlebte die „American Bar“ in Europa eine Blütezeit. Auch in anderen nationalen Vereinigungen für das Gastgewerbe, die im Internationalen Genfer Verband zusammengeschlossen waren, entstanden daher eigene Abteilungen für Barkeeper, so in Österreich (Österreichische Barkeeper Union, ÖBU, gegründet 1926 und bis 1975 im Genfer Verband), der Schweiz (1927, bis 1933 im Genfer Verband), der Tschechoslowakei, England (ab 1933, 1934 Gründung der United Kingdom Bartender’ Guild, UKBG), Frankreich (1938 als Amicale des Barmen de France, AFB) und Spanien. Die deutsche IBU hatte bald 200 Mitglieder, sah sich als „Elitetruppe“ des Genfer Verbands und erhielt 1928 eine eigene Satzung. Zuvor war der Genfer Verband in Deutschland allerdings im Bund der Hotel-, Restaurant- und Caféangestellten U.G. aufgegangen.
1933 nahm eine Delegation deutscher Barkeeper am bis dahin größten Cocktail-Wettbewerb in Madrid teil, auf dem Barkeeper aus 35 Nationen vertreten waren und 800 Rezepte getestet wurden, und konnte mehrere Plaketten und Preise erringen. 1934 war die Barkeeper-Union mit einer Musterbar auf der Internationalen Kochkunstausstellung in Frankfurt (Main) vertreten. Die vorerst letzte große Veranstaltung war 1936 die Teilnahme an der Ausstellung Die Küche der Welt in Berlin mit einer „großen Gartenbar“. Danach musste die IBU ihre Tätigkeit einstellen. Dem langjährigen DBU-Präsidenten Jürgen Falcke zufolge hätten Barkeeper „wegen ihrer vielfältigen internationalen Kontakte als verdächtig“ gegolten; auf der DBU-Website wird als Grund angeführt, dass man „mit Spirituosen arbeitete, deren Hersteller nicht zur Ideologie der nationalsozialistischen Deutschen Arbeitsfront passten“. Nur auf lokaler Ebene, zum Beispiel über den Hamburger Kegelclub Mixbecher, blieb die Kontaktpflege unter den Mitgliedern bis zum Ausbruch des Zweiten Weltkrieges noch möglich.
Nach Kriegsende versuchte Fred Friede, seit 1924 Mitglied und seit 1931 im Vorstand der alten IBU, die Vereinigung wieder zu aktivieren. Am 13. Dezember 1948 wurde die Sektion Hamburg gegründet, weitere folgten in den nächsten Jahren. Auf der ersten bundesweiten Nachkriegstagung 1950 in Hamburg legte man als Hauptaufgaben die Kontaktaufnahme mit Kollegen im Ausland und die Förderung des Berufsnachwuchses fest. Am 20. Dezember 1950 nahm die Industrie- und Handelskammer München auf Initiative der IBU die erste Barmixerprüfung ab.

### Deutsche Barkeeper-Union
Inzwischen hatten sich in Europa zahlreiche neue Barkeeperverbände konstituiert, die sich am 24. Februar 1951 zu einem internationalen Dachverband zusammenschlossen: der International Bartenders Association (IBA). Um ihr beitreten zu können, musste sich die IBU umbenennen. Man gründete im Juli 1953 in Hannover die Deutsche Barkeeper-Union e. V. mit Fred Friede als Erstem „Präsidenten“, trennte sich vom Internationalen Genfer Verband und trat noch 1953 der IBA bei. Seit 1952 wurde ein regelmäßiges monatliches Mitteilungsblatt herausgegeben, die DBU. Deutsche Barkeeper waren von nun an wieder verstärkt bei internationalen Wettbewerben vertreten. So erhielt Charly Waidmann 1959 bei der International Cocktail Competition (ICC) in Kopenhagen für seinen Cocktail „Petit Fleur“ den ersten Preis.
Die Cocktail-Weltmeisterschaften der IBA wurden insgesamt vier Mal in Deutschland ausgerichtet: 1952, kurz vor Gründung der DBU, 1962 und 1984 – anlässlich des 75-jährigen Bestehens der DBU (gerechnet seit 1909, dem Gründungsjahr der IBU) – in Hamburg und zuletzt 2009 als 35th World Cocktail Competition (WCC) in Berlin aus Anlass des 100-jährigen Vereinsjubiläums.
1977 wurde der Umfang der Vereinszeitung DBU reduziert, 1985 wurde sie durch die Zeitschrift Drinks ersetzt. Inzwischen, seit 1984, ließ der Verband auch Frauen, im Barberuf meist „Barmaid“ genannt, als Mitglieder zu. 1990 richtete die Sektion Baden-Baden auf der Messe Intergastra das erste International Barmaid Festival in Stuttgart aus. Vor allem durch Beitritte aus den neuen Bundesländern infolge der deutschen Wiedervereinigung stieg der Frauenanteil unter den Mitgliedern auf etwa ein Fünftel im Jahr 2002, von damals noch etwa 1.400 DBU-Mitgliedern insgesamt. In den folgenden Jahren zeigten die Mitgliederzahlen der DBU trotz des Wiedererstarkens der Barkultur im deutschsprachigen Raum eine rückläufige Tendenz; Anfang 2019 waren noch etwa 1.000 Mitglieder im Verband organisiert.
2014 wurde das Corporate Design des Vereins überarbeitet. Das neue Logo zeigt ein Wappenschild mit einem optisch an das Bundeswappen erinnernden Adler, dessen Körper ein Cocktail-Shaker bildet, darunter zwei gekreuzte Barlöffel und ein Martiniglas.
2017 stellte die DBU „Das Barhandbuch für Einsteiger“ vor. Die im Selbstverlag herausgegebene und von Cocktailkunst, einem Unternehmen des Barkeepers Stephan Hinz, erstellte Publikation richtet sich vor allem an Auszubildende in gastronomischen Berufen und wird Berufsschulen kostenlos zur Verfügung gestellt. Neben der Vorstellung einiger Markenspirituosen von DBU-nahen Unternehmen, einer Warenkunde und Arbeitshinweisen für angehende Barkeeper sind 35 Cocktailrezepte enthalten, darunter Standardrezepte für die „30 wichtigsten Klassiker“. Die DBU reagierte damit darauf, dass an den Barschulen sehr unterschiedliche Rezepte kursieren. Zuvor hatte nur der internationale Barkeeper-Dachverband IBA Standardrezepte definiert (siehe Offizielle IBA-Cocktails).

### Austritt aus der IBA
Im Februar 2018 beschloss die DBU, die Zusammenarbeit mit dem internationalen Dachverband IBA nach 65 Jahren zu beenden, da alle zwölf regionalen DBU-Vorsitzenden dessen „inhaltliche Ausrichtung und Lehrmethoden […] übereinstimmend als veraltet und als nicht mehr mit den eigenen Zielsetzungen vereinbar“ betrachteten. Die Trennung von der IBA wurde zum Jahresende 2018 wirksam.
Infolge dieses Austritts gründete sich 2019 unter Beteiligung einiger prominenter DBU-Mitglieder, darunter des ehemaligen DBU-Präsidenten Bernhard Stöhr und des Betreibers der Rostocker Barschule, Uwe Voigt, mit der Gilde der Deutschen Barkeeper e. V. ein neuer deutschsprachiger Barkeeperverband, der schon kurz nach seiner Gründung etwa 50 Mitglieder verzeichnete und sich nun seinerseits um eine Mitgliedschaft in der IBA bemühte.